# ミステリと言う勿れ
『ミステリと言う勿れ』（ミステリというなかれ、英文表記: Do not say mystery）は、田村由美による日本の漫画作品。2021年に第67回小学館漫画賞一般向け部門を受賞した。
2022年1月期にフジテレビ系「月9」枠にてテレビドラマ化された（#テレビドラマ参照）。
2023年9月9日に「土曜プレミアム」枠で特別編を放送。
2023年9月15日に上記テレビドラマのキャスト、制作陣による映画版が公開（#映画参照）。2025年1月4日に「土曜プレミアム」枠で地上波放送。

## 概要
本作は分類としては「ミステリ」だが、田村は「ミステリじゃないです むり そんな難しいもの描けるもんか」と主張し、タイトルにも反映されている。
第1話は、著者が『月刊フラワーズ』（小学館）にて連載中だった『7SEEDS』と並行し、78ページにわたる比較的長尺の読み切りとして2017年1月号に掲載された。
第1話に相当する読み切りは主人公の久能整が自身に容疑がかけられた殺人事件の内容を、取り調べにかかる刑事たちの話から読み解き、取調室の中で推理する安楽椅子探偵の様相が採られた。田村は第1巻のあとがき漫画にて、本作を「舞台劇を意識した閉鎖空間で主人公がひたすら喋るだけの漫画である」と称し、これを漫画のフォーマットで制作する期待と不安が混在していたと語っている。その後、田村は『7SEEDS』の連載を終了し、2018年1月号よりあらためて本作の連載を開始した。
主人公が事件についてだけでなく、まったく関係のないことでもひたすら長文で語り続けるスタイルは第2話以降にも受け継がれており、寝言ですら言葉数が多く、その多弁さを「うざい」「お前気持ち悪いわ」と他キャラクターに批判されるのがお約束のようになっている。一方で、彼の語りによって事件が解決に導かれたり、行き詰まっていた人の心が救われるのも恒例である。
また、主人公が語る内容は、明白な事実に基づいたものもあれば、「娘が父親を嫌うのは近親相姦を避けるための本能」「三連の花見団子を作ったのは豊臣秀吉である」といった諸説あり真偽不明なものも含まれており、作中でも「あなたね ソースはいつも必ず確認しなさい」など、しばしば放言への説諭や非難が描かれる。
第2巻以降で広島が舞台になった際、田村の友人である声優の佐々木望が広島弁への翻訳を行った。

## あらすじ

### 容疑者は一人だけ（1巻 episode1）
冬のある日、大学生の久能整はアパートを訪ねてきた大隣警察署の刑事たちに、大学の同回生で高校の同窓である寒河江が殺害された一件で、警察署に同行され任意で取り調べを受ける。寒河江は昨晩10時ごろ、久能に似た人物と口論していたのが目撃されたという。久能は犯行をきっぱり否定し、疑う藪警部補たちのもとへ毎日聴取に通うことになる。
反抗期の娘に悩む乙部巡査、先輩らの圧力を原因に伸び悩む風呂光巡査、妊娠中の妻の態度に苛立つ池本巡査、かつて起こった冤罪事件に囚われている青砥巡査部長は久能の独特の思想や語り口に次第に興味を惹かれていく。
聴取3日目以降、犯行に使用された果物ナイフや、久能のノートパソコンから寒河江から金を借りた借用書など、次々と物証が出て疑いが濃厚になる。久能は風呂光にアリバイ探しを頼んだが、ナイフが盗まれた形跡はなかった。久能は1年前アパートの鍵を落としたことなどを調べ直してくれるよう頼む。
5日目、藪の聴取を受けた久能は、高校3年生の時に寒河江が父親から買い与えられた高級車を自慢していたが、夏休みが明けると成績低下を理由に取り上げられたと話す。実はその夏に寒河江が轢き逃げ事故を起こし、その被害者が藪警部補の妻と息子だったのではないかと推理する。さらに風呂光の調査で、藪が久能の鍵を拾って届け出ていたことが判明。そのとき合鍵を作り、ナイフを盗み証拠を捏造したと言い当てる。
藪は久能に「妻子への復讐のため寒河江を殺した」ことを白状し泣き崩れるが、「轢き逃げは寒河江ではないかもしれない」という久能の推理どおり、轢き逃げしたのは寒河江を脅して車を借りた部活の先輩であることが判明する。

### バスジャック事件（1巻 - 2巻 episode2）
ある秋の日、久能は印象派展に向かうが、乗り込んだバスがバスジャックされる。久能はマイペースな物言いでバスジャック犯の犬堂オトヤを怒らせる。
バスは犬堂邸に到着。犬堂オトヤと兄の犬堂ガロは乗客を一室に集め、「トロッコ問題」「自分が犯した最も重い罪」について一人ずつ語らせる。深夜、犬堂兄弟が部屋を出た隙に、久能は警察に通報。大隣署の面々が駆け付けると、犬堂兄弟はあっさり犯行を認める。久能は乗客の一人・熊田が事件の首謀者犬堂我路であることを見抜く。オトヤの兄は我路になりすました犬堂ハヤで我路のいとこだった。彼らは我路の姉で連続生き埋め殺人事件の被害者犬堂愛珠を殺した犯人を探すため、愛珠と最後にバスで乗り合わせた乗客を誘い込んだのだった。
久能はバス運転手の煙草森誠のある癖を指摘し、彼が愛珠を「片づけた」と推理する。煙草森は連続生き埋めを認め、事件は解決する。久能は、自分をうざいと言わなかった我路に好感を持ち、彼と再会を約束する。
冬のある日、久能のアパートに不起訴になった我路から宅配便が届くが、中に入っていたのは煙草森から切り落とされた腕だった。我路たちは煙草森が精神鑑定にかけられる前に護送車を襲い、一線を越えてしまい、逃亡生活に入る。

### つかの間のトレイン（2巻 episode3）
バスジャック事件で行くことができなかった印象派展が、広島で開催されることを犬堂我路から聞いていた久能は広島行の新幹線に乗車。隣の座席に座った紘子が読んでいた手紙が目に入り、「きょうとにはくるな」と口走る。手紙に描かれたイラストの頭文字を並べ替えると、手紙の文章の内容に反した警告文が浮かび上がる。
紘子は実の両親を亡くし、母親の知り合いの女性に引き取られて育てられた。しかし、養母宛てに実の父親が紘子を返してくれと懇願する手紙の束を発見し、両親が亡くなったのは嘘だったと気付いた。紘子は養母に隠れて父親と文通を始めた。結婚が決まった紘子は父親とヴァージンロードを一緒に歩きたいと、育ての母親に内緒で父親に会うために京都に向かっているのだという。養母宛ての手紙にも父親に会わないよう警告するイラスト暗号が描かれていた。久能は父親の暴力に苦しむ母親が父親に悟られないようメッセージを送っていると推測する。
久能は後ろの座席に座る中年女性に声をかける。彼女は養母の美樹谷サキでこっそり紘子のあとをつけていた。サキは、暴力をふるう父親は既に亡くなり、返事を書いているのは精神を病んだ母親だと明かす。二人は京都駅で降りるが、久能はサキを呼び止め、ひとつだけ不明だった暗号からサキと母親が父親を殺し、それが原因で母親は病んだのではと言う。だがサキは答えをはぐらかし、紘子に続いて新幹線を降りていく。

### 狩集家遺産相続問題（2巻 - 4巻 episode4 - 4-5）
広島で無事に印象派展を見た久能は市内で狩集汐路と知り合い、汐路の祖父・狩集幸長の遺産相続会議に出席させられ遺言を聞く。狩集家は昔から遺産を当主となる1人にのみ相続するのだが実子4人はすでに亡くなっており、孫の代にあたる狩集汐路、狩集理紀之助、波々壁新音、赤峰ゆらの4人から選ばれることになる。昔から相続の際に死人が出るといわれており、それらは事故や病気であると言われているが汐路は警察の捜査不備を疑っていた。久能は狩集家に泊まりこむことになり、遺言の「それぞれの蔵において あるべきものをあるべき所へ 過不足なくせよ」という言葉や不審な出来事そして「狩田という麻農家に雇われた鬼と二人の従者がその家の若妻に懸想し一家を殺して狩集家を乗っ取ったがその際に家主夫婦の幼い一人娘を取り逃がしてしまった」という伝説に出会う。
久能は鬼と同じ癖毛の人物が殺されていると推理。蔵の床下から大量の人骨が見つかる。幸長の実子4人を自動車事故に見せかけて殺したのは狩集家の弁護士・車坂の孫の車坂朝晴だった。車坂家と税理士の真壁家は鬼の乗っ取りが露見することを恐れ、代々狩集家で鬼の特徴を持つ子孫を始末していた。汐路の父親たちは1人だけ生き延びた少女の子孫である狩集家の真の子孫の女性に会っていた。彼女は4人の孫にそれぞれの親から注文されたパワーストーンブレスレットを渡す。見届けた久能は新幹線で帰京する。

### 雨は爼上に降る（4巻 episode5）
雨の日にポテトサラダを食べに出かけた久能は、雨に濡れながら「山賊の歌」を歌う男と出会う。彼は記憶喪失だった。久能とのとりとめのない会話の中で彼は「爆弾を仕掛けたかもしれない」と言い出す。久能は彼との会話から爆弾の場所を導き出し事故を未然に防ぐ。爆弾魔三船三千夫は逮捕されたが、久能は土手から転落する。

### ばちあたり夜話（4巻 episode6）
爆弾事件の後、久能は池本巡査に半ば強制的に検査入院をさせられる。犬堂我路から送られてきた謎の指輪に頭を悩ませていると、無人のはずの隣のベッドに元刑事の牛田悟郎がいた。牛田は連続殺人犯羽喰玄斗に狙われている女性を保護しに向かったが、着替えに戻ったせいで、相棒の霜鳥信次は重傷、女性は亡くなった事件を語る。羽喰は失踪、片腕が動かなくなった霜鳥は刑事を辞めて警備会社に転職した。久能は霜鳥が真犯人というケースに言及。牛田は事件の証拠品を発見しており、それを墓まで持っていくか迷っていたという。翌朝、久能は牛田が昨日の朝に亡くなっていたと知る。そこへ霜鳥が見舞いにくるが、牛田から証拠品を送られた警察が霜鳥を逮捕する。

### 暖かいのか温かいのか（4巻 episode7）
検査がすべて終わり退院を翌日に控えた久能整は、掲示板に貼られた手書きの文章にある誤字に気が付く。誤字を正しい字に直しつなげると「温室 三時 招待」となる。犬堂我路によるものではないかと思った久能が午後3時に温室に行くと、温室の奥の部屋の鍵を発見。部屋の床に謎の数字が書かれていたが、温室の管理人梅津真波に追い出される。
病室に戻り牛田にもらった『自省録』を読んでいた久能は数字と『自省録』のページ、行数、文字数が暗号になっているのに気づく。暗号に従い再び温室を訪れた久能は鉢植に埋められたバッグを発見。梅津が病院で亡くなった老婆から譲られたものだった。久能は梅津に正直に相談することを勧める。数字の暗号を書いた女性が現れ、ライカと名乗る。

### 天使の連続放火事件（5巻 episode8 - 8-4）
久能はライカによって両親が亡くなり子供だけが助かった放火事件の現場に導かれる。放火現場に書かれたマークが病院にもあると聞いた久能は池本巡査に連絡。池本によればそのマークを書くと炎の天使が虐待する毒親を燃やしてくれる都市伝説だという。青砥は去年少年院から出所した井原香音人を疑う。久能は病院で下戸陸太に絡まれる。下戸は久能が事件について知っていると香音人に報告。久能を病院の倉庫の中でマークを書かれた親と共に焼殺しようとする。運よく逃れた久能を下戸は香音人に会わせる。香音人は虐待する母親を火事で亡くしたあと、同じく虐待されていた下戸の家を放火し、同じ手口で子供たちを助けていたが、助けた子供が苦しんでいると知り放火を辞めると言う。引き留める下戸に久能は香音人を殺したのかと問う。下戸は殺した香音人と一人二役を演じていた。警察が踏み込む直前、久能は教師になる決意を語る。

### デートならぬ遠出（6巻 episode9）
親交を深めていた久能整とライカは深夜3時に初詣に行く。ライカの提案で営業していた焼き肉店に入ったが、久能とライカは店長の娘の様子がおかしいのに気づく。注文を取りに来た娘の不審な言動を暗号と見抜いた久能の通報で、店長に成りすましていた強盗浦部沢邦夫が逮捕される。

### 横浜連続殺人事件（6巻 episode2.5 - 2.5-3）
横浜で3件の女性連続殺人事件が発生。22年前消息を絶った殺人犯羽喰玄人が容疑者として浮上する。逃走中の犬堂我路は生前の愛珠の足取りを追って漂流郵便局や横浜の闇カジノへ行き着く。愛珠はカウンセラーの薦めでカジノで働いていたという。寄木細工ミュージアムの辻浩増からは愛珠の恋人月岡桂の話を聞く。犬堂たちは郵便局のハガキに書かれた「ジュート」を探しはじめる。
横浜では再び殺人が発生。現場に「羽喰十斗」の名と我路の指紋が発見される。女性刑事猫田十朱は聞き込みに行ったミュージアムの辻に呼び出され襲われるが犬堂たちが辻を連れ去る。辻は羽喰玄人の息子・十斗で、父親の遺体を発見してほしいと事件を繰り返していた。犬堂は辻が愛珠と同じカウンセラー・鳴子巽の治療を受け指輪をもらっていたと聞くと、辻を葉山に置き去りにして、細工師の月岡桂を訪ねる。愛珠のからくり箱を開けてもらうと鳴子の指輪が出てくる。我路は辻も愛珠も誰かに誘導されたと睨み、辻の指輪を入院中の久能に送る。

### アイビーハウスの謎解きミステリー（7巻 episode10 - 10-3）
久能と相良レンは担当教授の天達春生の誘いでミステリー会のバイトに行く。別荘「アイビーハウス」に主人のアイビーこと蔦、橘高勝、デラ、パンが集まる。蔦は5年前別荘から転落死した女性の犯人探しの問題を出すが、実際に天達のパートナー・美吉喜和がストーカー殺人にあっており、橘高は怒る。翌日、久能と相良は橘高の言動の不審さを指摘し、橘高は喜和のストーカーに住所を教えたのは自分であると自白。デラとパンは刑事と名乗り出て連続ストーカー殺人に橘高が関わっていると証明。さらに久能は橘高が別荘での痕跡を消して全員を毒殺しようとしていると指摘する。橘高は逮捕されたが、飲食物に毒は発見されなかった。

### 星降る舌八丁（8巻 episode11）
久能はライカと病院近くの大鬼蓮美術館を訪れるが、突然あらわれた黒覆面のグループに遭遇。彼らは来館者を次々スタンガンで倒して美術館を占拠。彼らは「親方」が倒れて意識不明になったため代わりに「仕事」に来たが「下の句を探す」ということ以外わからないという。残された久能とライカは謎解きに協力し、レンブラントの名画のレプリカを発見。館長の黒松修一郎は親方の協力者でレプリカを本物に見せかけて売り抜けるつもりだったと告白。後日、ライカは自分が解離性障害千夜子の別人格でもうすぐ消えると久能に打ち明ける。

### 耳寄りな話（8巻 episode12）
フルーツサンドを食べに並んでいた久能は客の話に耳を傾け、痴漢をでっち上げた女性が階段から突き落とされた話を聞く。時間切れになった久能はその客のグループに犯人は女性だと言って行列を抜ける。久能を追いかけてきた水間由珠は、久能から自首を薦められ涙ぐむ。ライカと落ち合った久能は、自分の母親が祖母にいびられ息子にも愛情を注げず自殺したが、殺されたと思っていると打ち明ける。

### 双子を見分ける（8巻 - 9巻 episode13 - 13-2）
大学に久能を訪ねてきた汐路が「双子を見分ける」という依頼を持ち込む。鳩村家の双子・有紀子と実都子はたびたび入れ変わっており、去年母親の一葉が亡くなってからは誰も見分けがつかないという。久能は双子の家庭教師として鳩村家に通い、双子が実は三つ子であることを見抜く。使用人の畑中詩は3人目の藍糸子がいることを告白。有紀子に殺人現場を目撃されていた叔父の瓜生晃次は、藍糸子を残して、双子と久能たちを船で流す。だが久能が船内で発見した救難信号機と伝書鳩を使い、晃次は逮捕される。助けを待つ久能の前になぜか我路が顔を見せに来る。

### enclosure（9巻 episode12.5）
姉犬堂愛珠の死去前の足どりを追う犬堂我路は、横浜の連続殺人で知った鳴子巽という人物を調べ始める。

### 鍵山事件を終わらせる（9巻 - 10巻 episode14 - 14-6）
久能は大きなバッグを抱えた不審な男と出会い青砥に連絡する。青砥は別居中の娘・友香と会ったが、別れた直後友香は誘拐される。誘拐犯は「してんちょう」を名乗り別の子供を誘拐するよう要求。青砥と合流した久能は8年前の冤罪事件「鍵山事件」が関連していると推理。久能と青砥はスイミングスクールコーチの蘇我実の家で眠る井口虎雄の息子竜樹を車に乗せ、奥多摩のキャンプ場に導かれる。鍵山事件の関係者5組がプレハブに閉じこめられリモート会議で事件の真犯人探しが始まる。久能は参加者の一人の井口虎雄が犯人と見抜く。鍵山事件の真相は盗撮犯小諸武史の好みでなかった少女を哀れんだ井口の犯行だった。少年時代の井口の友人を連れ去り、竜樹をアレルギーで死なせた蘇我は池に沈められていた。

### 失われた時を重ねて（11巻 episode15）
久能は相良から日当1万円のバイトに誘われる。当日廃校になった校舎に集合すると、理事の坂巻洋子が認知症の夫が30年前埋めたタイムカプセルを探してほしいと呼び掛ける。バイトの若者たちは残された日記や写真をヒントに推理する。久能が秘書の桐江を問い詰めると、桐江は実は認知症なのは洋子で自分は夫の行人だと打ち明ける。久能と相良はタイムカプセルは旧函館区公会堂にあると推理。函館に問い合わせると既にカプセルが発見されていたことが判明する。

### 果報の塩梅（11巻 episode16）
久能はライカにフルーツサンドを持って会いに行くが紙袋の中に赤い玉が入っていた。久能とライカは久能の足取りをたどり、玉が商店街の福引きの玉であること、それを子供が拾って紙袋に入れたことを突き止める。子供が遊んでいたというビルの屋上に行くと倒れている老人を発見。彼は屋上で倒れたとき赤い玉を下に投げたことで久能たちに発見され凍死を免れたのだった。

### 気がつけば潮目（11巻 episode14.5）
ガロは叔母さんからの情報で整が夢中だというライカに会いに行く。整が遭遇した事件で星座のアクセサリーを身に着けていた人物たちについてライカに教えてもらい、「整と情報のすり合わせをしたほうが良い」とも言われる。
その後、今日で最後のつもりで鳴子の家を張りに天井裏に入ったら燻煙式の殺虫剤でいぶされたため天井を蹴破って逃げた。自分にたどりつくよう鳴子に誘導されて、鳴子が見せたい情報だけを見ていたことに気づく。鳴子が見せた情報のひとつが、狩集汐路が患者だということである。

### 富山殺人事件（12-13巻 episode17）
富山に住む風呂光の祖母加納悦子の元教え子水島妙子が花火を見ていた橋の欄干から落ちて亡くなる。悦子は殺人と確信し、孫の風呂光に連絡。休暇を取った風呂光は富山に飛び、鳩村家と岐阜にいた久能も富山に呼び出される。久能は旅行雑誌のライター望月湊と蕪木真夏、刑事の流正宗と知り合う。久能が流の家に泊まった翌日、海岸で凍死した望月が発見される。
久能と風呂光は全国各地で起きた殺人事件が望月による連続殺人と推理。蕪木は殺人に協力したことを認めるが、望月殺害については否認する。久能、風呂光、悦子は、流に望月殺害の犯人かと問うが、流に証拠はなく事故扱いとなった。

## 登場人物

### 主人公
久能整（くのう ととのう）
本作の主人公であり、探偵役。19歳の大学2年生。魚座。ボリューミーな天然パーマの髪と仏頂面が特徴的な青年。土日にはよくカレーを作る。趣味は絵画鑑賞で、特に印象派を好みグッズを集めている。パワーストーンや占星術に詳しい。大学では教育学部で、将来は教師志望。天然パーマを気にしている。マフラーを巻いていることが多く、タートルネックも着用する。非常に神経質で他人と同じ部屋では眠れない。
後述のような性格と生い立ちから、友達も恋人もいないが本人は一人で快適に生きている。自分と話が通じ合いそうな人間、会話ができる人間に出会うと、例え犯罪者であろうと倫理観を気にせず積極的に話しかけ、仲良くなろうとする。その一方で興味のない人間には排他的で冷たい態度をとることが多く、自分に攻撃的な人間に対しては、容赦なく言い負かそうとする一面もある。
恋愛経験がなく、男性が好きか女性が好きかもよくわからないが、気になる人物として我路とライカを挙げている。また、ライカと知り合ったことで一人ではなく彼女と一緒に出かけたいと感じたり、価値観の違う大学の同級生レンを認めるようになり、誘われて一緒にアルバイトをするなど、交友関係が広がるにつれ、人間的に徐々に成長する様子が見られる。
「僕は常々思うんですが」が口癖で、気になる事があると相手構わず思ったことを喋り出す。記憶力と事実から推測する力に優れ、相手のちょっとした言葉のあやから心理を見ぬくのが得意。意図的に相手を刺激して怒らせ、本音を引き出したりもする。社会では「当たり前」とされている常識にも常に疑う視点を持ち、本人としては思ったことをそのまま話しているだけに過ぎないが、それが事件の真相解明に繋がったり、悩みを解決に導いたり、傷つけられた人の心を救ったりすることもある。反面、ただの思い込みや、本や映画で得たあやふやな知識をソースを確かめずに喋ることもあり、作中ではしばしば注意される。
達観しているように見えて、精神的には非常に子どもっぽい。人の癖を真似る傾向があり、犬堂我路からは「人をイラつかせるからやめた方が良い」と忠告されている。思ったことをすぐに喋らずにはいられない性格と相まって、相手からは「うざい」「面倒くさい」など煙たがれることが度々ある。
首から胸にかけて火傷のような大きな傷跡があり、人前で肌を見せたがらない。幼少期に父親と祖母が母親をいじめ、整自身も虐待を受けていた。また疲弊した母親は育児放棄のような状態で、いわゆるアダルトチルドレン的な境遇であった。そのため「家庭」というものにトラウマがあり、作中で「男親が嫌い」と指摘されるなど、父親的な男性、父権的な態度を取る者に対して強烈な否定的感情を持つほか、「子供を大切にしない親」には女性でも嫌悪感を示す。

### 大隣署
青砥成昭（あおと なりあき）
巡査部長。冷静沈着で敏腕な刑事。かつて冤罪事件を起こし、本庁捜査一課から大隣署に左遷された過去がある。真実を愚直に追い求めるが、整から「真実は人の数だけある。警察が調べるべきは事実」と諭される。離婚歴があり別れた妻との間に娘が一人いる。
池本優人（いけもと ゆうと）
巡査。既婚者。寒河江の事件後に子供が生まれている。整の指摘で夫婦仲が改善したことがあり、夫婦間の問題がおこると整のところへ相談に来る。刑事としては優秀であり、警察と整との連絡係の役割を担う。
風呂光聖子（ふろみつ せいこ）
女性刑事。男社会の警察組織での自分の存在意義に悩んでいた。その上愛猫を亡くした喪失感も加わり、一時は退職を考えた時期がある。しかし、整から「おじさん達の不正を見張る位置」というアドバイスを受け、積極的に捜査に参加していく。富山県に母方の祖母が暮らしている。
乙部克憲（おとべ かつのり）
巡査。既婚者。子煩悩であるが、最近、娘の反抗期に悩んでいる。整の取り調べ中に「娘の態度は生き物として自然な反応。あなたの育て方は間違っていない」と言われて、毒気を抜かれて取調室を後にしてしまう。

### 犬堂家
犬堂我路（いぬどう がろ）
初登場はepisode２「バスジャック事件」。
愛珠の弟。乙女座。長身で「色男」と言われるほど容姿端麗。当初はバスジャックに居合わせた乗客として大学院生の熊田翔（くまだ しょう）を名乗るも、学校に行っている形跡はない。その後バスジャック事件の主犯と名乗り出て、本名を明かす。バスジャック事件収束以降は愛珠の死ぬまでの行動やその原因を探しはじめる。
子供の頃、両親が病弱な姉の愛珠ばかり気にかけ我路をあまり構わなかったことや、暴君のような気の強い姉に振り回されてきたことから、性格はいろいろと拗らせている。
バスジャック事件で知り合った整を気に入り、関連事件で警察に追われる身となっているため直接顔を合わせることは少ないが、整を様々な人物と巡り合わせ、事件解決を依頼したりもする。整が窮地に陥った際には救援に駆け付けた。趣味は絵を描くことで、整から「下手の横好きレベル」と評されたことを後々までネタにしている。
犬堂甲矢（いぬどう はや）
我路のいとこで乙矢の兄。長身で体格が良い。我路と共にバスジャック事件を起こした。
若い頃は「社交界の花」と言われ男性からも女性からもモテていて、愛珠からも好意を寄せられていたが、彼自身は「犬堂家のお姫様に手を出す勇気はなかった」という。バスジャック事件収束後も愛珠の死の謎を追って我路と行動を共にしている。本業は医師。実務能力に優れ、犬堂家のクルーザーではよく料理を作っている。
犬堂乙矢（いぬどう おとや）
我路のいとこで甲矢の弟。バスジャック事件では車内にナイフを持ち込み、他の乗客を脅す役をしていた。ニット帽を被りいかつい容貌をしている。
欠点の切れやすいことを自覚しているが、普段は気のいい人物。「どうして人を殺してはいけないのか」という問いに対する「劣等感の裏返し」という整の指摘に逆上したが、事件解決後、美男美女揃いの一族、我路と甲矢、及び愛珠に対して、コンプレックスを持っていたがゆえの逆上であったと語っている。
バスジャック事件後も甲矢と共に我路の調査行動に同行している。
犬堂愛珠（いぬどう あんじゅ）
我路の姉。甲矢・乙矢兄弟はいとこ。持病があり幼少より大事に育てられたため「一族のお姫様」と呼ばれるほど気が強く周囲を振り回してきたが、実は病で普通の生活ができないことで人知れず悩んでいた。ある殺人事件の被害者となる。山羊座のシルバーリングを遺した。少女時代は甲矢のことが好きだった。後に知り合った寄木細工作家の桂と想いを通じ合わせていた。
犬堂我路の叔母
いろいろ動いてくれる叔母で、愛珠の部屋を片付けたり、整の活躍を我路に報せるなどする。土手から落ちて検査入院したことも爆弾魔を捕まえたことも知る人物。

### 整の関係者
ライカ
初登場は「暖かいのか温かいのか」。整が検査入院した大隣総合病院の入院患者。獅子座。ストレートロングの髪をした女性。マルクス・アウレリウスの『自省録』をすべて暗記していて、話しにくい事や他人に聞かれたくない事は本を利用した暗号で話す。病院掲示板の暗号に気が付いた整と病院の温室で出会い、以降は整と交流を深め、2人で様々な場所に出かけるようになる。毎日見回りの隙をついて無断で病室を抜け出すも、1時間以上はベッドを空けられない。
千夜子という名前の妹がいると話しており、妹を大切に想っている様子を見せる。その一方で、「春になる頃には私はこの世にいない」を意味深な発言を残すが、その正体は千夜子の中にいるもう1人の人格で、父親から性的虐待を受けていたため生まれた。「ライカ」という名前は、かつて父親が愛用していたカメラに由来している。自分のことは人間ではなくカメラだと認識しているが、整と交流することで徐々に人間のような感情が芽生え始めている。
千夜子（ちやこ）
「解離性同一性障害」、いわゆる多重人格障害を患う患者。ライカの主人格。かつてはライカ以外にも別人格が多数存在していたが、それらが統合される形で消滅し、ライカだけが最後まで残った。彼女本体の精神年齢は12歳程度で自分のことを歩けないと思っているが、毎日見回りの隙をついてライカの人格として無断で病室を抜け出している。春までには多重人格から脱することになっている。

天達春生（あまたつ はるお）
東英大学の心理学の准教授。未婚。パートナーの喜和とともに整を幼少期から見守り、整が教師を目指すきっかけとなった恩師。整には常に証拠や情報源を確認するように言っており、占いや誕生石の意味などは科学的根拠がないものとして忌み嫌っている。
美吉喜和（みよし きわ）
故人。心療内科に勤める心理カウンセラーで春生のパートナーだった。絵を描くのが趣味。占星術は人の生きた証だと考えている。幼少期の整に愛情を注ぎ、整に大きな影響を与えた女性。作中現在の5年前にストーカーにより殺害されている。鳴子 巽の姉。
相良レン（さがら れん）
東英大学の男子学生。天達のゼミで整と一緒だがアイビーハウス事件で知り合うまで話したことはなかった。屈託がなく素直なコミュニケーション強者で、中学から彼女が途切れたことがなくモテる。言動は軽いが洞察力に優れ、整と張り合えるほどの推理力を持つ。地図が好き。人となりを知るためにアンケートを取りたがる。
整が同年代で初めて交流を持つ相手で、当初は自分と正反対の彼を鬱陶しがっていたが、その努力家な一面に気づくなどしてからは彼の価値観を理解しようとするようになり、現在は人が多い場所ではコミュ力に優れた彼に一緒にいて欲しいと思い出すまでになっている。

### 複数エピソードの関係者
羽喰玄斗（はぐい げんと）
連続殺人犯。売春を生業とした女性を連続殺人し、平成の切り裂きジャックと呼ばれる。指紋も体液も凶器も残したままという犯行傾向がある。東京と神奈川で3年間で18人の女性を殺したとされる。18件目では刑事にも重傷を負わせたとされている。
その後22年間消息を絶っており、両親は首をくくり、親戚は散り散りとなった。生きていれば6巻の時点で50歳だったが、「ばちあたり夜話」時に遺骨が発見される。
鳴子巽（なるこ たつみ）
辻浩増を診ていたカウンセラー。テレビにも出演する著名人。四谷にクリニックがある。
辻の紹介で愛珠も診ていたことを知ったため我路の調査対象者となる。スクールカウンセラー業も始め、狩集汐路のカウンセリングをしていた事も判明した。天達 春生のかつての教え子であり、美吉 喜和の弟。
久我山実知（くがやま みち）
初登場は「鍵山事件を終わらせる」。
「週刊リアル」の女性記者で青砥の冤罪事件をすっぱ抜いた。モラルのない取材姿勢から青砥に嫌われている。魔女と呼ばれるような独特の風貌をしている。

### episode1 容疑者は一人だけ
寒河江健（さがえ けん）
整と同じ大学に通う大学生。実は高校のクラスメイトでもある。父親が会社社長のほか、親戚に議員もいる。西郷坂公園で刺殺された。
薮鑑造（やぶ かんぞう）
大隣署の警部補。妻と子供を轢き逃げで亡くしているが、当時張り込み中だったため、死に目に立ち会わなかった。蠍座、トパーズのネクタイピンをしている。

### episode2 バスジャック事件
淡路一平（あわじ いっぺい）
アルバイト先を転々としているフリーター。バスにはアルバイト先に向かうために乗っていた。
露木リラ（つゆき りら）
町工場の事務員。当初は自分をジャーナリストだと嘘をついていた。
奈良崎幸仁（ならざき ゆきひと）
大手保険会社の元重役。現在はボランティア活動をしており、バスに乗ったのもそこへ行くため。欠点は昔部下に鬼と恐れられた頑強さ。
小林大輔（こばやし だいすけ）
無職。バスに乗ったのは祖父の見舞いに行くため。
柏めぐみ（かしわ めぐみ）
主婦。バスに乗ったのはクリニックに行くため。
煙草森誠（たばこもり まこと）
バスの運転手。

### episode3 つかの間のトレイン
美樹谷紘子（みきたに ひろこ）
整と同じ新幹線の隣席に座っている女性。
美樹谷サキ（みきたに さき）
紘子の養母。

### episode4 狩集家遺産相続問題
狩集汐路（かりあつまり しおじ）
幸長の孫。東京在住の女子高生。絵を描く関連で知り合った我路から紹介され、整に遺産相続問題の相談を持ちかける。幸長の子である父を8年前（汐路が8歳の時）に交通事故で亡くした。父は画廊をやっていた。
狩集幸長（かりあつまり ゆきなが）
広島県の旧家「狩集家」の当主。汐路の祖父。交通事故で4人の実子をなくして身体を壊した。2巻時点で先月に死去。「孫世代のうちの1人に財産を相続させる」旨の遺言書を遺した。
狩集理紀之助（かりあつまり りきのすけ）
幸長の孫で天然パーマの男性。病院で組織検査の仕事をしている。幸長の子である父を8年前に交通事故で亡くした。真壁税理士の孫である絹代と昔からいい感じの仲。
波々壁新音（ははかべ ネオ）
幸長の孫。不動産関係の仕事をしている。万音（マオ）という妹がいる。幸長の子である母を8年前に交通事故で亡くした。
赤峰ゆら（あかみね ゆら）
幸長の孫。仕事を辞めて子育てと家事をしている。幸（さち）という天然パーマ髪の娘がいる。幸長の子である母を8年前に交通事故で亡くした。
マリ
狩集 幸長のいとこ。夫を亡くし弟も亡くした時、車坂弁護士に頼まれて、身体を壊した幸長と家の世話をしていた。
宝田完次（たからだ かんじ）
狩集家の一人で、マリの弟。故人。3巻時点の9年ほど前に上演された演劇『鬼の集（つどい）』の脚本を書いた。下戸。
車坂（くるまざか）
狩集家の顧問弁護士。
真壁 (まかべ）
狩集家の顧問税理士。
車坂朝晴（くるまざか あさはる）
顧問弁護士の孫。弁護士を目指している。汐路の初恋の人。

### episode5 雨は俎上に降る
三船三千夫（みふね みちお）
時限爆弾を仕掛ける犯人。交通事故に巻き込まれ、記憶を失ってしまった状態で整と遭遇する。三好達治の詩を暗唱し、3という数字にこだわりを見せる。牡羊座のリングを所持している。

### episode6 ばちあたり夜話
牛田悟郎（うしだ ごろう）
元刑事。整が検査入院した夜に、隣のベッドから話しかけてきた。整に『自省録』を託す。
霜鳥信次（しもとり しんじ）
牛田の刑事時代の相棒。羽喰玄斗事件を追う中で重傷を負い、刑事を辞めて、妻の実家が経営する警備会社に入った。

### episode7 暖かいのか温かいのか
梅津真波（うめづ まなみ）
整が検査入院した大隣総合病院の庭の角っちょにある温室の管理人。母を亡くしている。会話では「な」を「にゃ」に変換して話す。
整とライカが浸かりながら事件後に会話などをよくする温室に併設している足湯の管理もしており、このエピソード以降も度々登場する。カフェや季節イベントなどにも力を入れている。
宗像冴子（むなかた さえこ）
かつて大隣総合病院に入院していた患者。生前、真波と仲が良かった。

### episode8 天使の連続放火事件
井原香音人（いはら かねと）
父の浮気で両親が離婚。母は香音人を溺愛しつつ虐待した。10歳の時に母を自宅の火事で亡くした後父に引き取られたが、K町の倉庫街の家に一人で住まわされている。14歳の時放火して17歳で捕まり、医療少年院2年を経て出所。5巻時点で、出所から1年経っている。シシという飼い猫を抱いている。
下戸陸太（おりと ろくた）
カエル、あるいは陸（ろく）と呼ばれる男性。香音人を「先輩」と呼んでいる。香音人から贈られた真珠のピアスを着けており、蟹座を示すと思われる印が付いている。兄の死後、母の虐待が激化し父は家に帰らないようになった。7年近く前11歳の時に押し込み強盗に入られ、両親は縛られ放火されて死去。犯人は捕まっていない。この自宅の火事以来、オレンジ・黄・赤などを見ると身体のどこかが痛むようになった。現在は真っ赤のみに反応。小柄だが力はある。
鷲見翼（すみ つばさ）
5年前放火殺人で生き残った子ども。現在高校生。都市伝説サイトの管理人。両親から虐待を受けていた。

### episode9 デートならぬ遠出
浦部沢邦夫（うらべさわ くにお）
指名手配中の強盗殺人犯。焼肉店で店主になりすましていた。
沙也香（さやか）
焼肉店店員。整とライカに暗号でSOSを求める。

### episode2.5 横浜連続殺人事件
辻浩増（つじ ひろまさ） / 羽喰十斗（はぐい じゅうと）
横浜の寄木細工ミュージアムの学芸員。身長153cmの男性。職場で「こうちゃん」「こうまちゃん」と呼ばれている。射手座のラピスラズリの指輪を着けている。ある事件で母を亡くしてから診てもらっていたカウンセリングの先生（鳴子巽）を愛珠に紹介した。
月岡桂（つきおか かつら）
寄木細工の作家。箱根の高級な別荘地帯の入り口に工房がある。生前の愛珠に寄木細工を教え、互いに好意を抱いていた。
備前島操（びぜんじま みさお）
横浜港中央署の警部。他の署にも知れ渡る名物刑事。部下に口すっぱく「お客様体質に気をつけろ」と説いている。高知県桂浜出身。
猫田十朱（ねこた とあけ）
横浜港中央署のエースと言われる女性刑事。地域課が長かったため管内の見回りをよくしていて、地域の事情に通じている。備前島警部を尊敬しているが、警察内の女性のあり方については意見が分かれている。
川辺（かわべ）
横浜港中央署の刑事。自ら指示待ち世代と称するゆとり新人。方向オンチ。
辻十岐子（つじ ときこ）
羽喰の17人目の被害者とされるが、凶器が見つからなかったことから、羽喰の犯行ではないとする説もある。羽喰玄斗の内妻であり、辻浩増の母親。横浜の連続殺人事件で、被害者の傷口に彼女の血液が付着していた。
加藤（かとう）
横浜のホームレス。我路と親しい情報屋。
五十嵐留美（いがらし るみ）
闇カジノでバイトしていた。4人目の被害者となった。横浜の大学の学生。被害現場に「羽喰十斗」と署名が残されていた。

### episode10 アイビーハウスの謎解きミステリー
橘高勝（きつたか まさる）
天達、蔦の高校の頃からの友人。役所勤め。未婚で、同居する親の認知症が進んでいるため退職を検討している。昔はパーフェクトマンと言われていた。
蔦薫平（つた くんぺい）
天達、橘高の友人。40歳、未婚。物書き、役者。親の遺産で悠々自適に暮らしている。ミステリー会の主催となる山荘の主人。
デラ、パン
蔦と“アイビーを張り巡らせよう” の会のサイトで知り合い、ミステリー会に招待された。パンは未婚。デラは息子が3人いる。

### episode11 星降る舌八丁
黒松修一郎
大隣総合病院近くの大鬼蓮美術館の元学芸員。引退した現在はたまに来館して額縁の埃払いをしている。

### episode12 耳寄りな話
水間由珠
痴漢冤罪加害者が何者かに加害される話をしていたうちのひとり。

### episode13 双子を見分ける
鳩村有紀子/鳩村実都子
鳩村家の双子の娘で小学生。作中における前年に母親の一葉を自家用機事故で無くしている。
畑中詩
鳩村家の使用人。

### episode14 鍵山事件を終わらせる
赤間友香（あかま ゆか）
青砥の娘。両親は離婚し父とは別れて暮らす。12歳。スイミングスクールに通っていた。
赤間敦子（あかま あつこ）
青砥と離婚した元妻。検事。
井口竜樹（いぐち たつき）
小学二年生。卵にアレルギーがある。赤間友香と同じスイミングスクールに通っているがクラスは違う。
井口虎雄（いぐち とらお）／支点ちょう
竜樹の父親のシングルファーザー。婚姻時の名は田中静雄。近所で「子煩悩」と認識されている。バード急便でまじめに働いている。四角い顔つきの男。なにかと選択を迫る癖がある。鍵山事件の犯人。”天秤にかける”というフレーズが人生のテーマで、タイガーアイに天秤座のマークが入ったペンダントを身に着けている。
田中美代子（たなか みよこ）
鍵山事件の前年、娘を小諸に撮られ激怒し、鍵山事件で小諸が警察に疑われるきっかけをつくった。当時は井口虎雄と婚姻関係にあったが、小諸の復讐を恐れ離婚して娘と遠方に引越した。
小諸さくら（こもろ さくら）
10歳。小諸武史の娘
小諸武史（こもろ たけし）
鍵山事件の容疑者。事件現場近くの家の補修工事をしていた。娘に似た子どもをかわいいからと写真に撮ったことを美代子に咎められ、鍵山事件で警察に疑われることとなった。強要され自白したが、裁判で無罪となった。
久我山颯介（くがやま そうすけ）
実知の息子。
塩川芳子（しおかわ　よしこ）・塩川勇（しおかわ　いさお）
小諸の隣に住んでいた夫妻。鍵山事件の公判で「事件当日に小諸が雪ちゃんと歩くのを見た」旨の証言をした。実際には見たのは妻のみで、記憶も定かではなかった。
塩川美琴（しおかわ みこと）
塩川夫妻の娘。
近江 雪（おうみ ゆき）
鍵山事件の第一の被害者である少女。
南出 岳（みなみで がく）
多摩川少年失踪事件の被害者。小1の男子。鍵山事件の2人目の被害のあとの時期に失踪。少女ではないことと他の鍵山事件とは位置が離れていることから、鍵山事件とは関係ないと目されてきた。Episode14の「今月」に神奈川西部の土砂崩れで発見された複数の白骨遺体のうち一番新しいご遺体が彼だった。
蘇我実（そが みのる）
竜樹が通っていたスイミングスクールのコーチ。通称イルカ先生。子供を海外に売る仕事をしていた。井口虎雄の友達も被害者。てんびん座で、天秤座のマークのペンダントを身に着けている。

### episode17 富山殺人事件
加納 悦子（かのう えつこ）
風呂光聖子の母方の祖母、元小学校の教師。
流 正宗（ながれ まさむね）
氷見東署の刑事、風呂光が幼い頃にある事件で出会う。
水島 妙子（みずしま たえこ）
悦子の元教え子。橋から転落死する。
酒井 善行（さかい よしゆき）
地域の名士、悦子とは幼馴染で好敵手。流の幼い頃、面倒を見ていた。
望月 湊（もちづき みなと）
雑誌「＠旅めし（あっと！たびめし）」のライター。
蕪木 真夏（かぶらぎ まなつ）
同じく雑誌「＠旅めし（あっと！たびめし）」のライター。湊の相棒でカメラ担当

## 「架空の実験」問題
第3巻にて主人公が語る「母親が乳児の世話をしながら家事をする大変さを、父親たちに擬似的に体験させる実験」のエピソードは子育てにまつわる興味深い話としてインターネット上で広く取り上げられた。あたかもその実験が実在するかのような描写であったが、実際には小説家の水木ナオの作品を元にした架空のものであり、田村がインターネット上で目にして事実だと誤認して使用していたと判明したため、編集者と共に謝罪表明し、以降の重版および電子書籍の更新では該当のエピソードが登場する箇所に水木ナオの著作を元にした旨を記すようになった。

## 評価・反響
2025年3月時点では単行本の部数は2000万部を突破している。また、2021年7月には1ヶ月の電子版の売り上げが小学館の歴代最高を記録した。
マンガ新聞の2名のレビュワーはそれぞれ「本格サバイバルに秀でた田村由美が、そこで培ったうんちくや構成力が本作で大いに生かされている」「SF漫画の名手である田村は、現代日本を描いても日本一」と肯定的に評価した。MANGA ART HOTEL,TOKYOの共同代表である御子柴雅慶は「主人公が事件を解決するだけでなく、人の本質的な考え方すら是正するサスペンスが苦手な人でも読み進められる作品である」と評した。雑誌『ダ・ヴィンチ』の2018年8月号では本作がプラチナ本として紹介され、編集長である関口靖彦は「読者の目に映る世界をひっくり返すミステリ作品である」と評した。

### 受賞
| 年     | 賞                                          | 結果  | 出典   |
| ------ | ------------------------------------------- | ----- | ------ |
| 2018年 | ダ・ヴィンチ2018年8月号「今月のプラチナ本」 | 受賞  | [ 23 ] |
| 2019年 | このマンガがすごい! 2019 オンナ編           | 第2位 | [ 24 ] |
| 2019年 | マンガ大賞2019                              | 第2位 | [ 25 ] |
| 2022年 | 第67回小学館漫画賞一般向け部門              | 受賞  | [ 26 ] |
| 2022年 | 第1回マカデミー賞 主演男優賞（久能整)       | 受賞  | 。     |

## 書誌情報
- 田村由美 『ミステリと言う勿れ』 小学館〈フラワーコミックスアルファ〉、既刊15巻（2025年3月10日現在）
  1. 2018年1月10日発売[28]、ISBN 978-4-09-870029-5
  2. 2018年5月10日発売[29]、ISBN 978-4-09-870120-9
  3. 2018年10月10日発売[30]、ISBN 978-4-09-870204-6
  4. 2019年2月8日発売[31]、ISBN 978-4-09-870406-4
  5. 2019年9月10日発売[32]、ISBN 978-4-09-870542-9
  6. 2020年2月10日発売[33]、ISBN 978-4-09-870861-1
  7. 2020年9月10日発売[34]、ISBN 978-4-09-871103-1
  8. 2021年3月10日発売[35]、ISBN 978-4-09-871277-9
  9. 2021年7月9日発売[36]、ISBN 978-4-09-871400-1
  10. 2021年12月10日発売[37]、ISBN 978-4-09-871497-1
    - 『ミニカレンダー2022付き限定版』 同日発売[38]、ISBN 978-4-09-943097-9

  11. 2022年6月10日発売[39]、ISBN 978-4-09-871690-6
  12. 2023年1月10日発売[40]、ISBN 978-4-09-871884-9
  13. 2023年9月8日発売[41]、ISBN 978-4-09-872214-3
  14. 2024年6月10日発売[42]、ISBN 978-4-09-872672-1
  15. 2025年3月10日発売[18]、ISBN 978-4-09-872897-8

## コラボレーション
結婚情報誌『ゼクシィ』（リクルート刊）の2022年2月号（2021年12月23日発売）の付録冊子「ふたりで読むお金の心得本」にて、本作の書き下ろしエピソードが掲載されている。

## テレビドラマ
2022年1月10日から3月28日までフジテレビ系「月9」枠で放送された。主演は菅田将暉。
2023年9月9日に「土曜プレミアム」枠で特別編が放送。

### 映像化権
ドラマ化は各テレビ局の争奪戦になり、フジテレビが交渉に行った時にはすでに映像化の依頼が殺到していた。その中でフジがコンペティションに勝てたのは先に菅田将暉をキャスティングできたことで原作者の了承を得たことが大きいと草ヶ谷大輔プロデューサーは明かしている。
原作者の田村由美は、連載開始当初から、周囲の編集者やよしながふみなど漫画家の仲間達から「ドラマ化したら主演は菅田将暉が良いのではないか」と言われており、本当に菅田将暉に決まった時はビックリしたと言う。ドラマ終了後には、「まだ連載途中でどういう人なのか何を考えてるのかが読み取りにくく、なのに大量にしゃべる主人公」を「菅田さんは塊のような誠意と、天才と称される並外れた読解力・演技力で、整を生きてる人間にしてくださいました」、また何度も撮影現場に足を運びスタッフやキャスト陣と交流したことで「このドラマは本当に多くの方のお力が結集されたものだと思います。現場を拝見するたびそのご苦労と情熱とプロ集団の捌きの鮮やかさをひしひしと感じました。『ミステリと言う勿れ』は幸せな作品にしていただいてます」と感想を書いている。

### キャスティング
主人公の久能整は、感情をあまり表にださず、基本的に仕草や動作もないので役者の表現範囲が狭まってしまうため「その状況でも説得力を出せる」「すごい情報量を話しながら間を芝居で埋められる」俳優として菅田将暉に白羽の矢が立った。
監督の松山博昭は、当初原作を読んだ時に、「ものすごい言葉の情報量であり、漫画はページをめくって戻ることもできるけれど、文字のないドラマの場合、この情報量が視聴者に届くのか」という不安があったが、「これだけ情報量の多いセリフを視聴者が耳で聞いて理解できるというのは、菅田の力によるもの」で、「リズムや口調にも表れていると思いますが、菅田さんが言葉の意味一つ一つを徹底的に考え抜き、自分の中で完全に咀嚼(そしゃく)した上で、言葉を発したので、菅田さんが整としてしゃべるときは言葉が完全に可視化されているから、聞く人にもその景色が浮かぶ」と、主人公の動きが少ない制約の中での菅田の演技を評価する。
菅田は「主人公の整もまた、間違いをおかす人間であることを意識し、当初は整を原作のイメージのおっとりした口調で演じる予定であったが、暗い取調室の後ろから光がさすような１話のセットを見て、紙に描いたものをそのまま生身の人間がゆっくり喋ると「主人公が教祖化してしまう」という懸念から、より人間的な感情を見せる人物として演じるプランに変更した。
さらに役作りのために撮影前に原作者の田村との面談を設定してもらうよう頼み、その際に田村の考えを聞いたり、田村自身が整のような好奇心旺盛な人物であるという印象を元に、ドラマでは田村の喋り方を参考にし、原作をそのまま再現するよりも、原作にこめた作者の考えをより視聴者に伝えるための演技方法をとった
主人公が語る内容については菅田自身が「本当に思っていないと喋れない」ため、関連する知識を調べるのに時間をかけ、作中に登場する『自省録』などを読み込むなど準備を行なった。また、菅田自身でゲスト出演者のキャスティングを提案したり、当初台本上になかった原作のセリフを現場で入れてくれるよう監督に頼むなど、原作との擦り合わせを行った。
原作の田村は企画を提示された際に、主人公の整をしっかり描いてくれるということで「きちんとキャラと向き合ってくれている」と感じ感激したという。風呂光が狂言回しのような役にされるのではないかと心配したが、「風呂光聖子の成長も描きたい。そのため演技の上手い伊藤沙莉をなんとしても起用したい」と草ヶ谷プロデューサーから提案され「なんだかぴったりくる」と了承した。ドラマ放送中のインタビューでは「探偵役と刑事の両方を立てるのは実はやりづらいことだったりするので（実際どっちかが阿呆にされがちだし、協力するのも無理がある）、そのため（原作では）刑事たちの出番は限定されていました」が、田村自身がドラマの撮影現場に足を運び、キャストと対面してからはドラマ化前にはさほど重要視していなかった警察側（青砥や風呂光ら）に愛着がより湧いてきて、彼らのエピソードを原作でも展開させたいと思ったという。
視聴者を飽きさせず、“画を持たせる”ことに成功したのは、「超一流の方ばかりに集まっていただいたので、そのお芝居の熱量とテンポ感を壊さぬように切り取ることを心がけました」と、ゲスト出演者ら、俳優陣の厚みに助けられたと松山は言い、原作者の田村も「毎回名だたるゲストの方と整との痺れる一騎討ちがたまらなく楽しいです。これはドラマならではですよね」とゲスト出演者を称えている。

### 撮影
菅田のスケジュールが過密で、他に出演する日本テレビ系ドラマ『コントが始まる』、NHK大河ドラマ『鎌倉殿の13人』の撮影スケジュールと重ならないよう、ミステリは放送開始より1年以上前の2020年秋より行われ、2021年6月にドラマ化を発表したが、発表時にはほとんど撮影を終了していた。
こうした早撮りは、原作がドラマ化のところまで進んでいない点もあったが、撮影や編集作業などを余裕を持って時間をかけられたと言う利点があったと言う。
ドラマ作中で使用されているイラストや愛珠の手紙の文字は田村によるものである。
また、密室などの1シチュエーションでの展開が多く、セットにしてもロケにしても、どうやっていい画にするか、変化をつけるか、クオリティを上げるかを各スタッフで考え抜いた。従来のテレビドラマのセットの撮影では、なるべく人を動かすことでカメラも動かして画を持たせるということをやってきたが、このドラマは、『日本のサスペンスドラマでは、刑事が不必要に動くのが不自然』と言うセリフが原作にもあり、不自然に人を動かすことができなかったため、照明で色をつけたり、原作とは違うところで雨を降らせたり、途中で晴れにしたり、突然曇りにしたりと、なるべくシーン毎に映像的な場の演出をつける工夫を行なった。前述の通り、ゲストを含めた俳優陣の演技力も、画面を持たせることの助けになった。

### 原作との兼ね合い
原作漫画がまだ完結していない中、ドラマのシーズン1になるならばどこにクライマックスを持ってこようかと話し合い、松山監督の強い希望で整とライカの別れをピークにすることに決まった。その時はまだ原作の話数も少なく、原作でもライカの秘密は明らかになっていない段階であり、原作者の田村から先の流れを聞き、そこからの逆算で作って行ったと言う。その際、ドラマでも続編を作ることを念頭におき、ライカとの別れのシーンが制作された。
また、ドラマのキャスティング等からインスピレーションを得て田村由美が原作に反映させている部分もある。
松山は原作を読んだ際に、「面白い作品であると同時にものすごい情報量で見る人を選ぶ作品になると思っていた」ため、「誰が見てもわかりやすく作るのがセオリーのテレビドラマとしてここまで受け入れられたのが驚きであると同時に、きちんと作り込めば、情報量が多くて一見難解に見えても、受け入れられるということが自分の中で発見できた」という。

### 原作との違い
風呂光聖子の扱い
原作では出番が少ない脇役キャラクターの風呂光聖子をヒロインと位置づけ、大幅に出番が増えている。
- episode3で風呂光が整を警察署に連れてきて暗号解読をさせる場面と、その際の暗号はドラマオリジナルである。
- バスジャック編の原作では整が乗客たちとの会話からバスジャック犯の真意を突き止めるが、ドラマでは乗客同士の会話が大幅にカットされ、風呂光が一人で聞き込みをして割り出す展開に変更されている。
- 原作での池本のセリフや役割がほとんど風呂光に付け替えられているほか、事件解決の際の彼女のセリフは他キャラからの付け替えであり、風呂光個人の登場シーンはすべてドラマオリジナルである
- 原作では「女性蔑視の残る警察組織で負けずに働く有能な刑事」であるが、ドラマ版では「気がきかずおどおどしていて男性上司から叱咤されている」存在である。
- 原作では整とはほとんど会話する場面がないが、ドラマ版では整が入院した病院に通ったり、整の師である天達の講演会に出席して、ミステリー会に参加している。
- アイビーハウス事件の相良レンの出番がカットされ、替わりに風呂光が同行している。相良レンはその後特別編に登場している。
- episode2.5の横浜連続殺人事件は、原作では我路がメインのスピンオフで横浜や箱根など神奈川県のご当地エピソードであるが、ドラマは風呂光メインに変更され、事件も大隣所管内で起き、川辺刑事の存在がカットされて風呂光に置き換わっているほか、猫田や備前島警部の役割も風呂光に変更されている。

その他の変更点
- 原作では整と刑事たちは基本的に別行動で、偶然事件現場で鉢合わせするか事件に巻き込まれた整が警察に通報する形式だが、ドラマ版では「警察側が嫌がっている整を無理やり事件解決に協力させる」場面が見られる。
- 池本は原作では警察と整との連絡係となって活躍するが、ドラマでは出番が少ない。また、風呂光の整への好意をからかうようなおちゃらけたキャラクターになっている。
- 原作では広島市だった印象派展の次の開催場所がドラマ版では「大阪」に変更され、それに伴いつかの間のトレインでの新幹線の出来事が大阪から帰る新幹線になり、美樹谷紘子の目的地も、京都でなく名古屋に変更されている。「狩集家遺産相続問題」（通称「広島編」）は2023年秋に公開の映画で描かれる。
- 原作では犬堂我路は愛珠の弟だったが、ドラマ版では「愛珠の兄」に変更されている。
- 大隣署の乙部巡査、バスジャック事件の小林大輔の存在がカットされている。
- 放映当時の原作ではライカは消えておらず整と行動を共にしているが、ドラマ版ではfinal episodeにて整に二度と会わないと別れを告げ、10話ラストでは原作より時系列が進みライカが消滅している。

### キャスト（テレビドラマ）
登場人物の設定はほぼ原作通りである。詳細はミステリと言う勿れ#登場人物を参照。
主要人物（テレビドラマ）
- 久能整 - 菅田将暉（幼少期：柊木陽太）
  - 菅田将暉は原作の整とは以下のような共通点がある。
  - 魚座、血液型A型。
  - 原作では苗字と名前とも最後の母音が「u」で終わる人間は根暗が多いと度々指摘されるが（Kunou Totonou）、菅田の本名も同じく両方とも「u」で終わっている。
  - 菅田は高校時代は整と同じく教師志望であった。また両者とも酒が飲めないため牛乳を飲んでいる。

大隣警察署
- 風呂光聖子 - 伊藤沙莉
- 池本優人 - 尾上松也
- 青砥成昭 - 筒井道隆：原作では階級は巡査部長であるがドラマ版では「警部」に変更されている。
- 佐橋謙介 - 三島ゆたか
- 入江 - 古河耕史

犬堂家
- 犬堂我路 - 永山瑛太（第1話 - 第5話・第11話・最終話）：原作では大学院生と名乗るが、ドラマ版では大学の研究室で働いていると自称している。
- 犬堂甲矢 - 久保田悠来（第1話 - 第3話・第11話・最終話）
- 犬堂乙矢 - 阿部亮平（第1話 - 第3話・第11話・最終話）
- 犬堂愛珠 - 白石麻衣（全て回想：第2話・第3話・第11話・最終話）

整の関係者
- ライカ - 門脇麦（第5話 - 第10話）（幼少期：大貝瑠美華）
- 天達春生 - 鈴木浩介（第6話 - 第10話）
- 美吉喜和 - 水川あさみ（全て回想：第7話 - 第10話）（特別出演）

episode1：容疑者は一人だけ
- 薮鑑造 - 遠藤憲一（第1話）
- 寒河江健 - 藤枝喜輝（第1話）

episode2：バスジャック事件
- 露木リラ - ヒコロヒー（第1話 - 第3話）
- 奈良崎幸仁 - 金田明夫（第1話 - 第3話）
- 煙草森誠 - 森下能幸（第1話 - 第3話）
- 柏めぐみ - 佐津川愛美（第1話 - 第3話）
- 淡路一平- 森永悠希（第1話 - 第3話）
- 漂流郵便局員‐ 児玉頼信 （第3話）

episode5：雨は俎上に降る
- 三船三千夫 - 柄本佑（第4話）（幼少時代：竹林遼、小学生時代：瀬戸山晃輔）

episode6：ばちあたり夜話
- 牛田悟郎 - 小日向文世（第5話・第10話・第11話）
- 霜鳥信次 - 相島一之（第5話・第11話・最終話）
- 羽喰玄斗 - 千原ジュニア（第5話・第11話・最終話）

- ライカ（音無千夜子） -門脇麦
episode7：暖かいのか温かいのか
- 梅津真波 - 阿南敦子（第6話、第10話）
- 宗像冴子 - 冨田恵子（第6話）

episode8：天使の連続放火事件
- 下戸陸太 - 岡山天音（幼少時代：猪股怜生）（第6話・第7話・第10話）
- 井原香音人 - 早乙女太一（小学生時代：徳山凜響）（第6話・第7話）
- 里沙 - 福島青蘭（第6話・第7話）：両親に虐待され “炎の天使” に依頼する少女。
- 里沙の両親 - 村木エリ、一條恭輔（第6話・第7話）：里沙を虐待する両親。
- 鷲見翼 - 今井悠貴（第7話）

episode10：アイビーハウスの謎解きミステリー
- 橘高勝 - 佐々木蔵之介（第8話・第9話）
- 蔦薫平 - 池内万作（第8話・第9話）
- デラ - 田口浩正（第8話・第9話）
- パン - 渋谷謙人（第8話・第9話）
- ストーカー - 藤村直樹（第8話・第9話）：美吉喜和のカウンセリング患者で喜和のストーカー。

episode9：デートならぬ遠出
- 沙也加 - 志田未来（第10話）
- 浦部沢邦夫 - 堀部圭亮（第10話）

episode2.5：横浜連続殺人事件
- 備前島操 - 船越英一郎 （特別出演）（第11話・最終話）
- 猫田十朱 - 松本若菜（第11話・最終話）
- 横田留美 - 夏子（第11話）：原作では「五十嵐」であるがドラマ版では横田に変更されている。
- 辻浩増 / 羽喰十斗 - 北村匠海（第11話・最終話）（幼少時代：川原瑛都（最終話））
- 辻十岐子 - 奥田恵梨華（第11話写真出演・最終話回想）
- 加藤 - 水野智則（第11話）：原作では犬堂我路に情報を流しているがドラマではその部分はカットされている。
- 月岡桂 - 森岡龍（最終話）
- 芝浜署捜査本部（役名） - 信太昌之（捜査本部長）、堀井新太（前川）、佐伯新（吉村）、谷恭輔（小野）、磯崎義知

episode3：つかの間のトレイン
- 美樹谷紘子 - 関めぐみ（最終話）
- 美樹谷サキ - 高畑淳子（最終話）

#### 特別編
2023年9月9日21:00より、「土曜プレミアム」枠で放送された。連続ドラマのepisode1（2022年1月10日放送）に一部新撮を加えたリブート版と、原作コミックス11巻で描かれている通称「タイムカプセル編」の新作で構成されている。原作では相良レンと整はアイビーハウス事件で出会うが、連続ドラマではレンが風呂光に置き換わり登場しなかったため、今作のドラマオリジナルでレンとの出会いのエピソードと、それに伴い青砥や天達が寒河江事件後の整をケアする場面が追加されている。ドラマ公式SNSによると今作のオリジナル部分は原作者の田村由美の書き下ろしである。
epsode15：失われた時を重ねて
- 坂巻洋子 - 篠原涼子（小学生時代：板垣樹、高校生時代：南琴奈）
- 桐江（坂巻行人） - 塚地武雅（小学生時代：関川歩、高校生時代：しおつかけいいちろう）
- 相良レン - 志尊淳
- 尾形芽衣 - 内田慈
- 鈴木 - 山脇辰哉

### スタッフ（テレビドラマ）
- 原作 - 田村由美『ミステリと言う勿れ』（小学館「月刊フラワーズ」連載中）
- 脚本 - 相沢友子
- 演出 - 松山博昭、品田俊介、相沢秀幸、阿部博行
- 音楽 - Ken Arai
- 主題歌 - King Gnu「カメレオン」（アリオラジャパン）[104]
- プロデュース - 草ヶ谷大輔（フジテレビ）、熊谷理恵（大映テレビ/連続ドラマ）、野﨑理（フジテレビ/特別編）、谷鹿夏希（オフィスクレッシェンド/特別編）
- 制作協力 - 大映テレビ（連続ドラマ）、オフィスクレッシェンド（特別編）
- 制作 - フジテレビ ドラマ・映画制作部（特別編）
- 制作・著作 - フジテレビ

### 放送日程
連続ドラマ
| 話数                                                                         | 放送日        | サブタイトル                                               | 原作該当エピソード | メインゲスト                                              | 演出                            | 視聴率 |
| ---------------------------------------------------------------------------- | ------------- | ---------------------------------------------------------- | ------------------ | --------------------------------------------------------- | ------------------------------- | ------ |
| 第1話                                                                        | 2022年1月10日 | 変わり者の大学生が殺人容疑､真実は人の数だけある!           | episode 1・2       | 遠藤憲一                                                  | 松山博昭                        | 13.6%  |
| 第2話                                                                        | 2022年1月17日 | 奇妙なバスジャック! その目的は…                            | episode2           | 永山瑛太 ヒコロヒー 金田明夫 森下能幸 森永悠希 佐津川愛美 | 松山博昭                        | 12.7%  |
| 第3話                                                                        | 2022年1月24日 | 遂にバスジャック解決編! 犯人は誰だ!? 哀しき復讐            | episode2           | 永山瑛太 ヒコロヒー 金田明夫 森下能幸 森永悠希 佐津川愛美 | 松山博昭                        | 13.2%  |
| 第4話                                                                        | 2022年1月31日 | 記憶喪失の爆弾魔､爆弾はどこへ?爆発を食い止めろ             | episode 5          | 柄本佑                                                    | 品田俊介                        | 13.3%  |
| 第5話                                                                        | 2022年2月07日 | 奇妙な入院生活! 22年前の未解決事件が動き出す               | episode 6          | 小日向文世 相島一之                                       | 松山博昭                        | 10.0%  |
| 第6話                                                                        | 2022年2月14日 | 放火殺人に潜む闇､子供を救う炎の天使! 謎の女性の目的は!?    | episode 7・8       | 岡山天音 早乙女太一 今井悠貴                              | 阿部博行 （共同演出：松山博昭） | 10.2%  |
| 第7話                                                                        | 2022年2月21日 | 炎の天使編完結! 炎の天使の正体とは…驚愕の真実が明らかに    | episode 7・8       | 岡山天音 早乙女太一 今井悠貴                              | 松山博昭                        | 12.3%  |
| 第8話                                                                        | 2022年2月28日 | ミステリーナイト開幕! 殺すのか?殺されるのか?               | episode 10         | 佐々木蔵之介 池内万作 田口浩正 渋谷謙人                   | 相沢秀幸                        | 10.6%  |
| 第9話                                                                        | 2022年3月07日 | ミステリーナイト真相編! 恩人を殺したのは誰だ               | episode 10         | 佐々木蔵之介 池内万作 田口浩正 渋谷謙人                   | 相沢秀幸                        | 11.6%  |
| 第10話                                                                       | 2022年3月14日 | ファイナルエピソード! さようなら､ライカさん…               | episode 9          | 志田未来 堀部圭亮                                         | 松山博昭                        | 12.0%  |
| 第11話                                                                       | 2022年3月21日 | 物語はいよいよクライマックスへ! 蘇る殺人鬼…妹の死の謎      | episode 2.5・3     | 北村匠海 船越英一郎 松本若菜                              | 松山博昭                        | 11.1%  |
| 最終話                                                                       | 2022年3月28日 | 手紙に隠された秘密…暴かれる妹の死の真相､真実は一つじゃない | episode 2.5・3     | 関めぐみ 高畑淳子                                         | 松山博昭                        | 11.2%  |
| 平均視聴率 11.8%（視聴率はビデオリサーチ調べ、関東地区・世帯・リアルタイム） |               |                                                            |                    |                                                           |                                 |        |

- 初回は21時 - 22時24分の30分拡大放送。
- 最終話は21時 - 22時09分の15分拡大放送。

特別編
| 話数   | 放送日        | サブタイトル                               | 原作該当エピソード          | メインゲスト             | 演出     | 視聴率 |
| ------ | ------------- | ------------------------------------------ | --------------------------- | ------------------------ | -------- | ------ |
| 特別編 | 2023年9月09日 | 天然パーマのおしゃべりな大学生が帰ってくる | epsode15 失われた時を重ねて | 篠原涼子 塚地武雅 志尊淳 | 松山博昭 | 10.3%  |

- 土曜プレミアム枠（21時 - 23時25分）で放送。

### 作品の評価
ライターの吉田潮は歴代月9出演俳優の3位に菅田将暉をあげ、久能整のキャラクターを「無理をして人に合わせたり、媚びたりしない。かといって傲慢ではない。老若男女、誰に対してもフラットかつ丁寧に接し、差別やマウントはしないし、正義をふりかざしたりもしない。とにかく、ようしゃべる。しゃべるけれども、内容は不快ではなく、むしろ深い。友達も恋人もいないが、充実した学生生活を送っている」「令和を象徴する男性像として、新鮮だった」と評価し「ドラマに恋愛不要と思う人にとって、こんなに心地よいキャラクターがいただろうか。世の中を「モテ・非モテ」に分断してきた恋愛至上主義にとって代わる画期的な作品の中で、菅田は見事なアイコンになったと思う」と書いている
堺屋大地は、ドラマの第1話から第3話までで定番の1話完結という形態を放棄し、連続して繋がるエピソードを展開したことで、「視聴者離れを覚悟のうえで、序盤回から意欲的な構成にしていた」こと、５話では話の約半分の時間（20分以上）、何も起きない平穏な病室を舞台に、菅田と小日向文世の2人の会話劇で進行した回を「菅田将暉と小日向文世という役者の地力に全幅の信頼を寄せているからこそできる構成であり、緊迫感が薄く視聴者が飽きてしまうのではないかというリスクを覚悟で、臨んだエピソードだったように思う」とドラマとしてのチャレンジングな構成を評価。同時に、最終話に原作で完結していないエピソードを持ってきて尻切れトンボのラストにしたことで、「フジテレビの続編を作りたいという欲深さや計算が見えすぎて、ウンザリしてしまった」と終わり方への不満も書いている。
一方で、風呂光聖子に恋愛要素を取り入れた原作からの改変については賛否両論となった。
評論家の木俣冬は、原作の整の話し相手はライカや犬堂我路であるが「原作のようなゆったりした時間を描いている間はなく、てっとりばやく整と語り合う人物を作る必要にかられ、その結果、物語の最初から出てくる風呂光に目撃者あるいは話し相手の役割としての白羽の矢が立ったのだろう」と推測し、「整の理解者であり、物語を見つめる存在には池本がふさわしいと思うが、ドラマはとかく男女ペアで出したがる」弊害をあげた。
西森路代は「原作よりもフィーチャーされた風呂光に追加されたものが、整への恋心であったことに違和感を抱いたという意見も散見された。（中略）多くの原作ファンは、原作や第1話でも示されているように、風呂光が男性ばかりの職場で感じる生きづらさに焦点がもっと当たるのではないかと期待していたのではないだろうか」という。
またBGMの使い方についても西森は「整が正論を言うときに、「これからいいことを言いますよ」と、まるで本に蛍光マーカーで線を引くように、音楽を流していたこと」に触れ、「よく聞くような「テレビは映画ほど集中して見ないものだから、よりわかりやすくしたほうがいい」という価値観においては親切であるが、そうしたものを求めない視聴者からすると、違和感をおぼえることもあるのではないだろうか」と論じている。これについては監督の松山も「整くんの喋りのシーンに関しては曲で区切ったり、喋っているイメージの別インサートを入れたり、いろいろと試した」が、結局「菅田さんが喋るときちんと心に響くんですよね」と最終的には菅田の喋りを届けることに注力したと言い、ドラマ途中からBGMは減少している。
こうした恋愛要素やBGMは「テレビとしてどうしたら飽きずに見てもらえるかと前向きに考えた誰かの見解が、さまざまなところに影響を及ぼしてこうなったのではないか」と西森は考えている。

### 受賞歴
第111回ザテレビジョンドラマアカデミー賞
- 主演男優賞（菅田将暉）
- 監督賞（松山博昭、品田俊介、相沢秀幸）

日本民間放送連盟賞2022年度
- ドラマ部門・優秀賞

MIPCOM BUYERS’ AWARD for Japanese Drama 2022
- 奨励賞

東京ドラマアウォード2022
- 主演男優賞（菅田将暉）
- 長編ドラマ部門・優秀賞

TVerアワード2022 特別賞
| フジテレビ系 月曜21時枠の連続ドラマ                                            | フジテレビ系 月曜21時枠の連続ドラマ            | フジテレビ系 月曜21時枠の連続ドラマ      |
| 前番組                                                                         | 番組名                                         | 次番組                                   |
| ------------------------------------------------------------------------------ | ---------------------------------------------- | ---------------------------------------- |
| ラジエーションハウスII 〜放射線科の診断レポート〜 （2021年10月4日 - 12月13日） | ミステリと言う勿れ （2022年1月10日 - 3月28日） | 元彼の遺言状 （2022年4月11日 - 6月20日） |

## 映画
上記テレビドラマの劇場版として制作・公開された。原作コミックス2 - 4巻で展開される通称「広島編」が原作。2023年9月15日に公開された。

### あらすじ
広島観光に訪れた久能整は、狩集汐路という少女と出会い、有無を言わさず彼女の祖父の遺言状開示に付き合わされた。富豪である狩集家には遺産を1人だけが受け継ぐ掟があり、現在の相続候補は汐路を含めて4人の若い従兄弟たちだった。彼らの前に相続権があった親たちは、8年前に同乗した車が崖から落ちて事故死していた。
代々、狩集家の顧問を務める弁護士の車坂と税理士の真壁によって、相続人を決める「お題」が提示された。狩集家にある4つの蔵を1つずつ割り当てられ、それぞれ、あるべき姿にせよと命じられる相続候補たち。過去の遺産相続でも候補者たちは競い合い、殺し合ったと語る汐路。今回も汐路の頭上に植木鉢が落とされるなど、怪しい事件が続き、候補者たちは猜疑心からいがみ合う。
候補者たちへの襲撃が汐路の仕業だと見抜く整。親たちの事故死の際、運転していた汐路の父の居眠りが原因とされ、一族から責められた事を恨む汐路は、候補者同士が殺し合うよう仕向けたのだ。
汐路の一件は解決したが、狩集家には不審な死を遂げた父祖が多かった。写真を見て、死者が皆、巻き毛で西洋風な顔立ちである事に気づく整。
蔵の中を探った整は、9年前の演劇チケットを見つけた。その筋書きは、明治の動乱期に、ある麻農家を営む豪農が3人の男によって皆殺しにされ、若妻を奪われて乗っ取られたという内容だった。主犯の男は西洋風な顔立ちで、巻き毛を黒く染めて当主に成り済ましたが、使用人によって屋敷の裏口から逃されて唯一逃げ延びた当主夫婦の幼い1人娘がいずれ復讐に来ることを恐れた。故に主犯と2人の手下は、西洋風な顔立ちで巻き毛に生まれた子孫は全て殺して秘密を守ると誓ったという。脚本を書いた男は狩集家の遠縁で、蔵で見つけた巻物の内容を芝居に仕立てたのだ。
実は弁護士の車坂と税理士の真壁は、3人組の手下の子孫で今も掟を守って巻き毛の子孫を殺し続け、脚本を書いた男も自殺に見せかけて殺していた。さらに、芝居を見て家の秘密を知り、先祖の罪を公表しようとした汐路の父たちも、事故を装って殺されたのだった。
8年前の自動車事故の日に、幼いながら父親が睡眠薬を飲まされる瞬間を目撃した事を思い出す汐路。汐路の父に居眠り運転の罪を着せた犯人は車坂らと共に逮捕された。父親らが探し出していた真の狩集家の子孫は唯一生き延びた少女が逃げる際に屋敷から持ち出した人形を先祖代々受け継いでいたが、『鬼の集い』については先祖から何も伝え聞いておらず、財産を望むような人物でもなかった。汐路らに見送られた整は、ようやく東京へと帰ることができた。

### 登場人物
久能整（くのう ととのう）
演 - 菅田将暉
主人公。
狩集汐路（かりあつまり しおじ）
演 - 原菜乃華（幼少期：川田秋妃）
ヒロイン。狩集家の遺産相続候補者の1人。整を遺産相続事件に巻き込んでいく高校生。
車坂朝晴（くるまざか あさはる）
演 - 松下洸平
狩集家お付きの弁護士の孫であり、自身も弁護士を目指している。汐路の初恋の相手。
狩集理紀之助（かりあつまり りきのすけ）
演 - 町田啓太
臨床検査技師。汐路、ゆらのいとこで、狩集家の遺産相続候補者の1人。
波々壁新音（ははかべ ねお）
演 - 萩原利久
サラリーマン。汐路、ゆら、理紀之助のいとこで、同じく狩集家の遺産相続候補者の1人。
赤峰ゆら（あかみね ゆら）
演 - 柴咲コウ
汐路のいとこで、狩集家の遺産相続候補者の1人。専業主婦。
狩集ななえ（かりあつまり ななえ）
演 - 鈴木保奈美
汐路の母。
狩集弥（かりあつまり わたる）
演 - 滝藤賢一
汐路の父。8年前に交通事故死している。
赤峰一平（あかみね いっぺい）
演 - 野間口徹
ゆらの夫。
鯉沼鞠子（こいぬま まりこ）
演 - 松坂慶子
汐路たちの亡くなった祖父・幸長のいとこ。
真壁軍司（まかべ ぐんじ）
演 - 角野卓造
狩集家の顧問税理士。
車坂義家（くるまざか よしいえ）
演 - 段田安則
狩集家の顧問弁護士。朝晴の祖父。
志波一巳（しば かずみ）
演 - でんでん
広島県警の刑事。8年前の交通事故を担当。
犬堂我路（いぬどう がろ）
演 - 永山瑛太
ある事件で整と出会った謎の青年。汐路に整を紹介する。
青砥成昭（あおと なりあき）
演 - 筒井道隆
池本優人（いけもと ゆうと）
演 - 尾上松也
風呂光聖子（ふろみつ せいこ）
演 - 伊藤沙莉
大隣警察署一係で唯一の女性巡査。
赤峰幸（あかみね さち）
演 - 秋山加奈
赤峰ゆらの娘。
波々壁長子
演 - 岩橋道子
波々壁新音の母（弥の姉）。故人。
八木下恵介
演 - 大鷹明良
赤峰ゆらの父。
君原奈津子（きみはら なつこ）
演 - 松嶋菜々子
パワーストーンアクセサリーデザイナー。幕末に現在の狩集家が家を乗っ取った際に使用人たちによって逃され唯一生き延びた、当主夫婦の幼い一人娘の子孫であり、狩集家の正統な末裔である。狩集家から逃げる際に彼女が持って逃げた人形は、先祖代々彼女の血を引く一族の長女が継承しており、現在は彼女が継承している。
宮島焼の窯元
演 - 木場勝己
忠敬の蔵にあった宮島焼を偽物と判断する。弥達も訪れていた。
狩集幸長（かりあつまり ゆきなが）
演 - 石橋蓮司（写真出演）
汐路たちの祖父。故人。遺言書で汐路たちにお題を出す。
宝田完次（たからだ かんじ）
演 - ダンディ坂野
鯉沼鞠子の弟。物語のカギとなる。
貴船
演 - 春風亭昇太
『鬼の集』を上演した劇団主宰者。
『鬼の集』朗読劇ナレーション
演 - 松本若菜（声の出演）。
狩集悟（かりあつまり さとる）
演 - 蒲田哲
狩集理紀之助の父。故人。
八木下幸恵（やぎした ゆきえ）
演 - 吉澤智美
赤峰ゆらの母。故人。
役名不明
演 - 広瀬永幸
波々壁新音の父。
役名不明
演 - 福田美樹子
狩集理紀之助の母。
刑事
演 - 小豆畑雅一
広島県警の刑事。
アナウンサー
声 - 佐々木望

### スタッフ
- 原作 - 田村由美『ミステリと言う勿れ』（小学館『月刊フラワーズ』連載中）
- 脚本 - 相沢友子[141]
- 音楽 - Ken Arai[141]
- 主題歌 - King Gnu「硝子窓」（ソニー・ミュージックレーベルズ）[142]
- 挿入歌 - King Gnu「カメレオン」（ソニー・ミュージックレーベルズ）
- 監督 - 松山博昭[3][134]
- 製作 - 大多亮、沢辺伸政、渡邊万由美、市川南[143]
- 製作統括 - 臼井裕詞[143]
- プロデューサー - 草ヶ谷大輔、野﨑理、谷鹿夏希[3][143]
- Co.プロデューサー - 大澤恵[143]
- 撮影 - 斑目重友[143]
- 照明 - 清水智[143]
- 録音 - 武進[143]
- 美術 - 棈木陽次、宮川卓也[143]
- 装飾 - 松下利秀[143]
- 編集 - 平川正治[143]
- 選曲 - 近藤隆史[143]
- 音響効果 - 壁谷貴弘[143]
- VFXスーパーバイザー - 野崎宏二[143]
- 記録 - 堤眞理子[143]
- 監督補 - 品田俊介[143]
- 助監督 - 東條政利[143]
- 制作担当 - 竹井政章[143]
- 製作 - フジテレビジョン、小学館、トップコート、東宝、FNS27社
- 制作プロダクション - オフィスクレッシェンド[143]
- 配給 - 東宝[143]

### 制作
草ヶ谷プロデューサーによると、ドラマ終了を経て、映画化の際に、原作者の田村由美、主演の菅田将暉と何度も打ち合わせを重ね、今この時代に本作を制作する意義を改めて話しあったと言う。
映画のストーリーは菅田将暉らと原作のどの部分を使うかをあらかじめ綿密に話し合った。また、原作者の田村が映画版での新規のセリフや整が話すエピソードを書き下ろし、撮影現場に何度も訪れたり、台本にもさまざまなアイデアを出しており、松山監督も「田村先生と一緒に作品を作ったという感覚がある」と語っている。
田村は、広島の歴史背景やロケーションの素晴らしさから、広島は描いてみたい土地だった。30年来の友人である声優の佐々木望から、『カープ預金』など、細かい古里への思い（自慢）を度々聞き、お土産を貰ったりするうち、広島が段々好きになっていった。2018年に広島へ2度取材に訪れ、厳島に行き、厳島神社で夜遅くまで潮が引くのを眺め、厳島神社の大鳥居まで海を歩いて行った体験はとてつもなく荘厳で神秘的で、大鳥居を出したいというのが創作の原動力になった。
『ミステリと言う勿れ』は毎回違うシチュエーションにしたいという考えで、広島編を考えたとき、「よし、今回は遺産相続殺人事件だ」と思い付き、原作の2～4巻で広島を登場させた。「現地で見聞きしたもの、感じたことの一つ一つが、自然と作品に現れたんだと思います」と話している。田村にとっても広島編は思い入れの強いエピソードだった。
原作漫画を読んでいた菅田将暉は、漫画では広島編が終わったぐらいのタイミングで出演オファーを受け、乾く前のセメントに子どもを例えた件が強く心に刺さり、広島編をやりたくてオファーを受けた。
血族という日本人ならではの繋がりを描いた広島編は、原作ファンの間でもひときわ人気が高く、菅田も『ミステリと言う勿れ』という作品の良さが詰まっていると考え、映像化を待ち望んだエピソードだった。
しかし、広島編だけで6時間ぐらいかかるなど尺の問題や、広島編は他のエピソードとはちょっと違う空気感や温度感があり、フジテレビの『月9』枠には合わないかもしれない等の問題があり、テレビドラマでは広島編の映画化を見越して飛ばされる形になった。演出の松山博昭も広島編が好きで、映画化にあたり、菅田とのディスカッションで「広島編が良いよね」という話になった。菅田としても「広島編をやらないと終われない」という気持ちだったという。

#### キャスティング
キーマンの一人となる狩集汐路役のキャスティングは、オーディションを6日間行い、多くの俳優に会った。原菜乃華は、松山監督らが思っていた汐路のイメージに一番近かったという理由で選ばれた。原も大好きな作品で「いつか自分もこの作品に出られるような、お芝居のちゃんとできる役者さんになりたい」と目標にしてきたという。物心ついたときからずっとロングヘアだった髪も汐路のイメージに合わせて30センチばっさり切った。普段はオーディションに落ちてもへこたれないタイプだと言うが、「今回は落ちたら半年は寝込むかもしれない…っ」というくらいこの役に懸けていたと話している。松山監督は「明るさの裏に傷や悲しみを背負っている難しい人物像を表現できる方でした」と評している。
メインキャストで広島弁を話すのは、狩集理紀之助役の町田啓太と、波々壁新音役の萩原利久の二人だけだが、萩原は方言が苦手で、エンドロールで広島弁指導としてクレジットされ、本作では刑事役としても出演する小豆畑雅一と二人三脚で習得を重ね、撮影前からひたすら繰り返し広島弁を練習したという。自身でも「何とか形になっていると思います」と話すように、その甲斐あって『孤狼の血』ばりの強烈な広島弁を話す。

#### 撮影
2022年12月、クランクイン。撮影は2022年12月～2023年2月。テレビドラマの撮影時は、コロナ禍もあってスケジュールや場所の制約もあり、みんなで話し合っての撮影は出来なかったが、映画版の撮影時はコロナの若干の落ち着きもあり、地方ロケで撮影も比較的ゆったりで、出演者同志で密にコミュニケーションも取れ、多くの場面で出演者同志のディスカッションがあり、その場でセリフの修正なども行われた。撮影終了後にはみんなで食事に行けたりし、出演者同士で仲良くなれたという。

### ロケ地
- 広島県
  - 広島市
    - 広島県立美術館[149][154][155][165][166]
    - 広島電鉄路面電車[155][165][167]
    - 広島電鉄650形電車[154]
    - 広島平和記念公園[149][152][165][168][169]
    - 広電西広島（己斐）駅[165][170]（キービジュアルのみ）

  - 廿日市市
    - 厳島[149][152][154][165][166]
    - 宮島口宮島焼窯元対厳堂[165][166][171]

  - 東広島市
    - 東広島駅[165][172]
- 岡山県
  - 倉敷市
    - 旧野崎家住宅[149][154][155][168][173][174]
    - 沙美海水浴場
    - 鷲羽山公園線[149]
- 群馬県
  - 前橋市
    - 臨江閣[173]

  - 甘楽郡甘楽町
    - 楽山園[154][173]
- 神奈川県
  - 横浜市中区
    - 三渓園[154][173]

  - 厚木市
    - 七沢温泉元湯玉川館[173]
- 千葉県
  - 我孫子市
    - 旧井上家住宅[154][173][175]
- 東京都
  - 足立区
    - コインランドリー青い木[154][176]
    - シルビア 西新井店[154][155][177][176]
- 静岡県
  - 静岡市
    - 旧エンバーソン邸[178][179]

### 美術
劇中の大半を占める狩集家の屋敷は、岡山県倉敷市の旧野崎家住宅で、玄関、広間、整の部屋、廊下の一部が撮影に使われた。2階の部屋は群馬県前橋市の臨江閣、風呂は神奈川県厚木市七沢温泉の元湯玉川館。階段や廊下の一部、台所、テーブルのある部屋、居間は野崎家の邸内に合わせたセットが、フジテレビ湾岸スタジオに作られた。
また、狩集家の広大な庭は、群馬県甘楽郡甘楽町の楽山園と神奈川県横浜市の三渓園を合わせたもので、蔵は千葉県我孫子市の旧井上家住宅にある2つの蔵をCGで4つに見せている。蔵の中は湾岸スタジオに建設されたセットである。
整のセリフにあるように、本作は『犬神家の一族』へのオマージュでもある。これら美術を担当した棈木陽次は、犬神家の一族のテレビドラマ版に2回関わったことがあった。

### 受賞歴
- 第47回日本アカデミー賞[181]
  - 新人俳優賞 - 原菜乃華

### テレビ放映
| 回数 | 放送局     | 放送枠         | 放送日       | 放送時間    | 放送分数 | 平均世帯 視聴率 | 備考                        |
| ---- | ---------- | -------------- | ------------ | ----------- | -------- | --------------- | --------------------------- |
| 1    | フジテレビ | 土曜プレミアム | 2025年1月4日 | 21:00-23:40 | 160分    | 8.9%            | 地上波初放送 本編ノーカット |

- 地上波放送・関東地区のみ記載。
- 視聴率はビデオリサーチ調べ。関東地区でのデータ。